# Волошин Назар Ігорович
Волошин Назар Ігорович (нар. 17 червня 2003, Кременчук, Полтавська область, Україна) — український футболіст, нападник київського «Динамо». Учасник молодіжного чемпіонату Європи 2025 у складі молодіжної збірної України.

## Кар‘єра
Народився у місті Кременчук. Волошин починав кар'єру в харківському «Металісті», згодом продовжив виступи в академії київського «Динамо».
У 2020—2021 роках виступав за «Динамо» в юнацькому (U-19) та молодіжному чемпіонатах України.
У липні 2022 року підписав однорічний контракт оренди з новачком української Прем’єр-ліги криворізьким «Кривбасом». Дебютував у чемпіонаті 23 серпня 2022 року у виїзному матчі проти «Колоса», в якому його команда програла 0:1.
У січні 2023 року продовжив контракт з «Динамо» до 2027 року.
У травні 2024 року отримав виклик до складу олімпійської збірної України.
7 лютого 2025 року підписав новий контракт з київським «Динамо», угода розрахована до 30 червня 2028 року.

## Статистика виступів

### Клубна кар'єра
Станом на 24 травня 2025 року
| Сезон             | Команда           | Чемпіонат         | Чемпіонат | Чемпіонат | Кубок країни | Кубок країни | Кубок країни | Континентальні кубки | Континентальні кубки | Континентальні кубки | Інші змагання | Інші змагання | Інші змагання | Усього | Усього |
| Сезон             | Команда           | Ліга              | Ігор      | Голів     | Ліга         | Ігор         | Голів        | Ліга                 | Ігор                 | Голів                | Ліга          | Ігор          | Голів         | Ігор   | Голів  |
| ----------------- | ----------------- | ----------------- | --------- | --------- | ------------ | ------------ | ------------ | -------------------- | -------------------- | -------------------- | ------------- | ------------- | ------------- | ------ | ------ |
| 2022/23           | «Кривбас»         | УПЛ               | 13        | 4         | —            | —            | —            | —                    | —                    | —                    | —             | —             | —             | 13     | 4      |
| 2022/23           | «Динамо»          | УПЛ               | 13        | 3         | —            | —            | —            | ЛЧ+ЛЄ                | 0                    | 0                    | —             | —             | —             | 13     | 3      |
| 2023/24           | «Динамо»          | УПЛ               | 26        | 7         | КУ           | 1            | 0            | ЛК                   | 4                    | 2                    | —             | —             | —             | 31     | 9      |
| 2024/25           | «Динамо»          | УПЛ               | 24        | 0         | КУ           | 4            | 2            | ЛЧ+ЛЄ                | 6+6                  | 1+0                  | —             | —             | —             | 40     | 3      |
| Всього «Динамо»   | Всього «Динамо»   | Всього «Динамо»   | 63        | 10        | —            | 5            | 2            | —                    | 16                   | 3                    | —             | 0             | 0             | 84     | 15     |
| Всього за кар'єру | Всього за кар'єру | Всього за кар'єру | 76        | 14        | —            | 5            | 2            | —                    | 16                   | 3                    | —             | 0             | 0             | 97     | 19     |

## Досягнення
Особисті
- Золотий талант України: 2022